# He (字母)
He是许多闪米特字母表中的第五个字母，包括腓尼基字母、亚兰字母、希伯来字母‎、叙利亚字母ܗ以及阿拉伯字母‎。发音为清喉擦音[h]。
该字母还发展出了希腊字母Ε、伊特拉斯坎字母 𐌄、拉丁字母E以及西里尔字母Е。He在闪米特语言中为辅音，但在拉丁、希腊以及西里尔字母中则代表了元音。